# Breckenridge (Minnesota)
Breckenridge ist eine Kleinstadt (mit dem Status „City“) und Verwaltungssitz des Wilkin County im US-amerikanischen Bundesstaat Minnesota. Das U.S. Census Bureau hat bei der Volkszählung 2020 eine Einwohnerzahl von 3.430 ermittelt.

## Geografie
Breckenridge liegt am Zusammenfluss von Bois de Sioux River und Otter Tail River zum Red River of the North. Dabei bilden der Bois de Sioux River und der Red River die Grenze zur Nachbarstadt Wahpeton in North Dakota. Die geografischen Koordinaten von Breckenridge sind 46°15′59″ nördlicher Breite und 96°35′04″ westlicher Länge. Das Stadtgebiet erstreckt sich über eine Fläche von 6,1 km².
Benachbarte Orte von Breckenridge sind Wahpeton (am gegenüberliegenden Flussufer), Kent (21,8 km nordnordwestlich) und Doran (12,8 km südöstlich).
Die nächstgelegenen größeren Städte sind Fargo in North Dakota (74 km nordnordwestlich), Duluth am Oberen See (380 km ostnordöstlich), Minneapolis (324 km südöstlich), Minnesotas Hauptstadt Saint Paul (345 km in der gleichen Richtung) und Sioux Falls in South Dakota (341 km südlich).

## Verkehr
Die wichtigste Verkehrsader für den Straßenverkehr ist der vierspurig ausgebaute U.S. Highway 75, der im Stadtgebiet von Breckenridge auf die Minnesota State Routes 9 und 210 trifft. Breckenridge ist über zwei Brücken mit Wahpeton verbunden. Alle weiteren Straßen sind untergeordnete Landstraßen, teils unbefestigte Fahrwege sowie innerörtliche Verbindungsstraßen.
Durch Breckenridge verläuft eine Eisenbahnstrecke der BNSF Railway.
Mit dem Harry Stern Airport in Wahpeton befindet sich 3,1 km südwestlich ein kleiner Flugplatz. Die nächsten größeren Flughäfen sind der Hector International Airport in Fargo (84,5 km nordnordwestlich) und der Minneapolis-Saint Paul International Airport (348 km südöstlich).

## Demografische Daten
Nach der Volkszählung im Jahr 2010 lebten in Breckenridge 3386 Menschen in 1445 Haushalten. Die Bevölkerungsdichte betrug 555,1 Einwohner pro Quadratkilometer. In den 1445 Haushalten lebten statistisch je ,24 Personen.
Ethnisch betrachtet setzte sich die Bevölkerung zusammen aus 96,3 Prozent Weißen, 0,2 Prozent Afroamerikanern, 1,4 Prozent amerikanischen Ureinwohnern, 0,4 Prozent Asiaten sowie 0,3 Prozent aus anderen ethnischen Gruppen; 1,4 Prozent stammten von zwei oder mehr Ethnien ab. Unabhängig von der ethnischen Zugehörigkeit waren 2,5 Prozent der Bevölkerung spanischer oder lateinamerikanischer Abstammung.
23,3 Prozent der Bevölkerung waren unter 18 Jahre alt, 55,5 Prozent waren zwischen 18 und 64 und 21,2 Prozent waren 65 Jahre oder älter. 51,0 Prozent der Bevölkerung war weiblich.

Das mittlere jährliche Einkommen eines Haushalts lag bei 46.223 USD. Das Pro-Kopf-Einkommen betrug 23.184 USD. 8,4 Prozent der Einwohner lebten unterhalb der Armutsgrenze.

## Söhne und Töchter der Stadt
- Cheryl Tiegs (* 1947), Model
- Gerry Sikorski (* 1948), Politiker
- Heidi Heitkamp (* 1955), Politikerin
- Chuck Klosterman (* 1972), Autor und Journalist